# Bastille

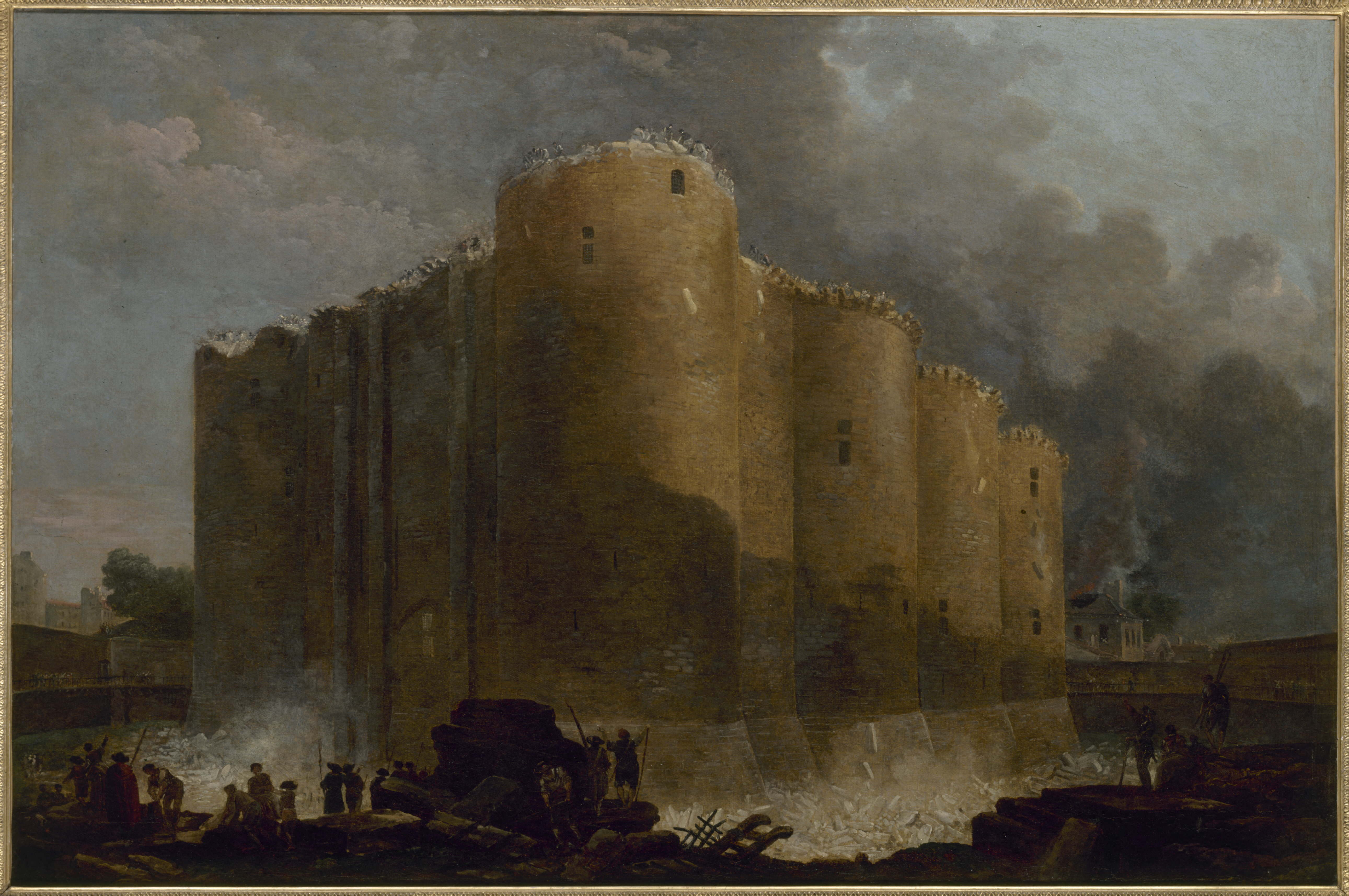
Die Bastille in den ersten Tagen ihrer Zerstörung, Ölgemälde von Hubert Robert (1733–1808)

Die Bastille [baˈstiːjə] (französisch kleine Bastion) war ursprünglich eine besonders befestigte Stadttorburg im Osten von Paris, die später als Staatsgefängnis genutzt wurde. Der Sturm auf die Bastille am 14. Juli 1789 wird als symbolischer Auftakt und Geburtsstunde der Französischen Revolution interpretiert.

## Geschichte

### Bau und Architektur

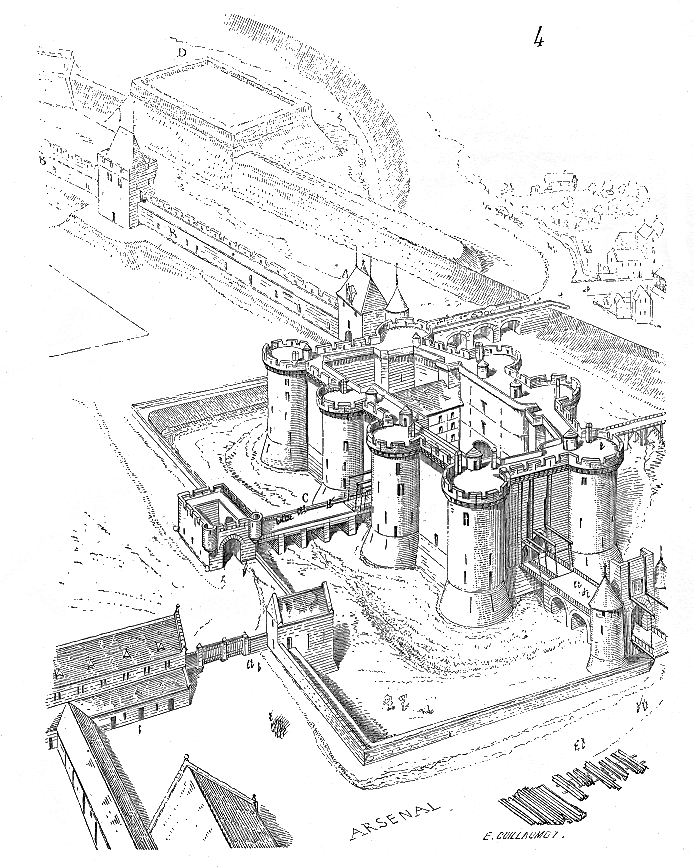
Die Bastille als Teil der Pariser Stadtbefestigung (Viollet-le-Duc)

Erbaut wurde die Bastille als Bastion de Saint-Antoine oder Bastille Saint-Antoine im 14. Jahrhundert unter König Karl V. durch Hugues Aubriot (Grundsteinlegung am 22. April 1370, beendet im März 1383) als befestigtes östliches Tor und als Eckpfeiler der Befestigungsanlagen der Hauptstadt gegen Angriffe der englischen Truppen, die während des Hundertjährigen Krieges in Frankreich umherzogen.
Die Bastille besaß acht Zinnentürme mit eigenen Namen:
- Feldseite von Norden nach Süden: Eckturm (Tour du Coin), Kapellenturm (Tour de la Chapelle), Schatzturm (Tour du Trésor), Grafschaftsturm (Tour de la Comté)
- Stadtseite von Norden nach Süden: Brunnenturm (Tour du Puits), Freiheitsturm (Tour de la Liberté), Bertaudièreturm (Tour de la Bertaudière), Basinièreturm (Tour de la Basinière)

Zwischen Basinièreturm und Grafschaftsturm lag südlich der Eingang mit doppelter Zugbrücke – eine für Fußgänger, die andere für Kutschen. Zwischen Kapellen- und Schatzturm war das zugemauerte ehemalige Stadttor zu sehen. Das Gebäude besaß außerdem einen Festungsgraben, der mit Wasser gefüllt war.
Der massive und imposante Charakter der Bastille wurde unterstrichen durch die einheitliche Höhe ihrer Gebäudeteile und -flügel, die ebenso hoch aufragten wie die Türme. Das Dach war flach und begehbar und von einer umlaufenden, vorkragenden Brustwehr mit Zinnenkranz eingefasst. Einen Eindruck der architektonischen Wirkung des Bauwerks vermittelt die südfranzösische Burg Tarascon, die nach dem Vorbild der Bastille konzipiert wurde.

### Staatsgefängnis
Seit der Zeit Ludwigs XIII. (1. Hälfte des 17. Jahrhunderts) diente sie als Staatsgefängnis mit 80 teils unterirdisch liegenden Kerkern. Die Gefangenen waren überwiegend Angehörige von Familien, die hohe königliche Ämter innehatten. Sie büßten keine Haftstrafe ab, formell handelte sich die Haft um Präventiv- oder Untersuchungshaft. Die Haft wurde durch einen lettre de cachet angeordnet. Berühmte Häftlinge waren in den Jahren 1717/1718 und 1726 neben anderen der Schriftsteller Voltaire und 1784–1789 der Marquis de Sade.
Eines der interessantesten Dokumente aus dem Innenleben der Bastille ist René Auguste Constantin de Rennevilles im Jahr 1715 veröffentlichter Bericht Inquisition Françoise über seine elfjährige Gefangenschaft. Renneville beschreibt darin ausführlich verschiedene Zellen und die je nach Status und Zahlungsfähigkeit unterschiedlichen Haftbedingungen. Die Gefangenen erhielten eine Pension des Königs – Geld, für das das Wachpersonal Besorgungen machte. Das Gefängnis selbst funktionierte als vom Staat verpachtetes kommerzielles Unternehmen. Wenn bei längerer Haft Gefangene verarmten oder von ihren Familien nicht mehr unterstützt wurden, wurden sie in immer tiefer gelegenen Zellen untergebracht. Die unmenschlichsten Haftbedingungen herrschten in den Kellern. Die Gefangenschaft in der Bastille (Embastillement), war gefürchtet, da mit ihnen für viele der Entzug jedweder Öffentlichkeit verbunden war; andererseits gibt es auch Berichte, dass adlige Gefangene ihren Diener oder gar ihre Frau mitbringen durften. Eine größere Chance, sich zu verteidigen und in der Außenwelt um Sympathien zu werben, hatten Straftäter am Pranger.
Zuweilen Anne Marguerite Petit Du Noyer zugeschrieben wird der Bericht einer spektakulären Flucht aus der Bastille, der im Jahr 1719 als Événement des plus rares erschien (deutsch im gleichen Jahr als Die so genannte Hölle der Lebendigen).

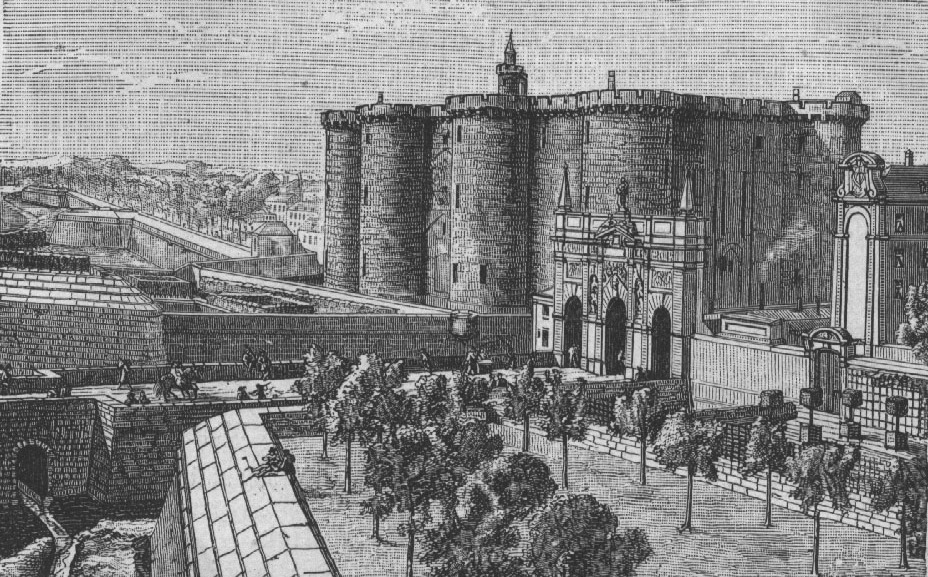
Die Bastille vor ihrer Zerstörung
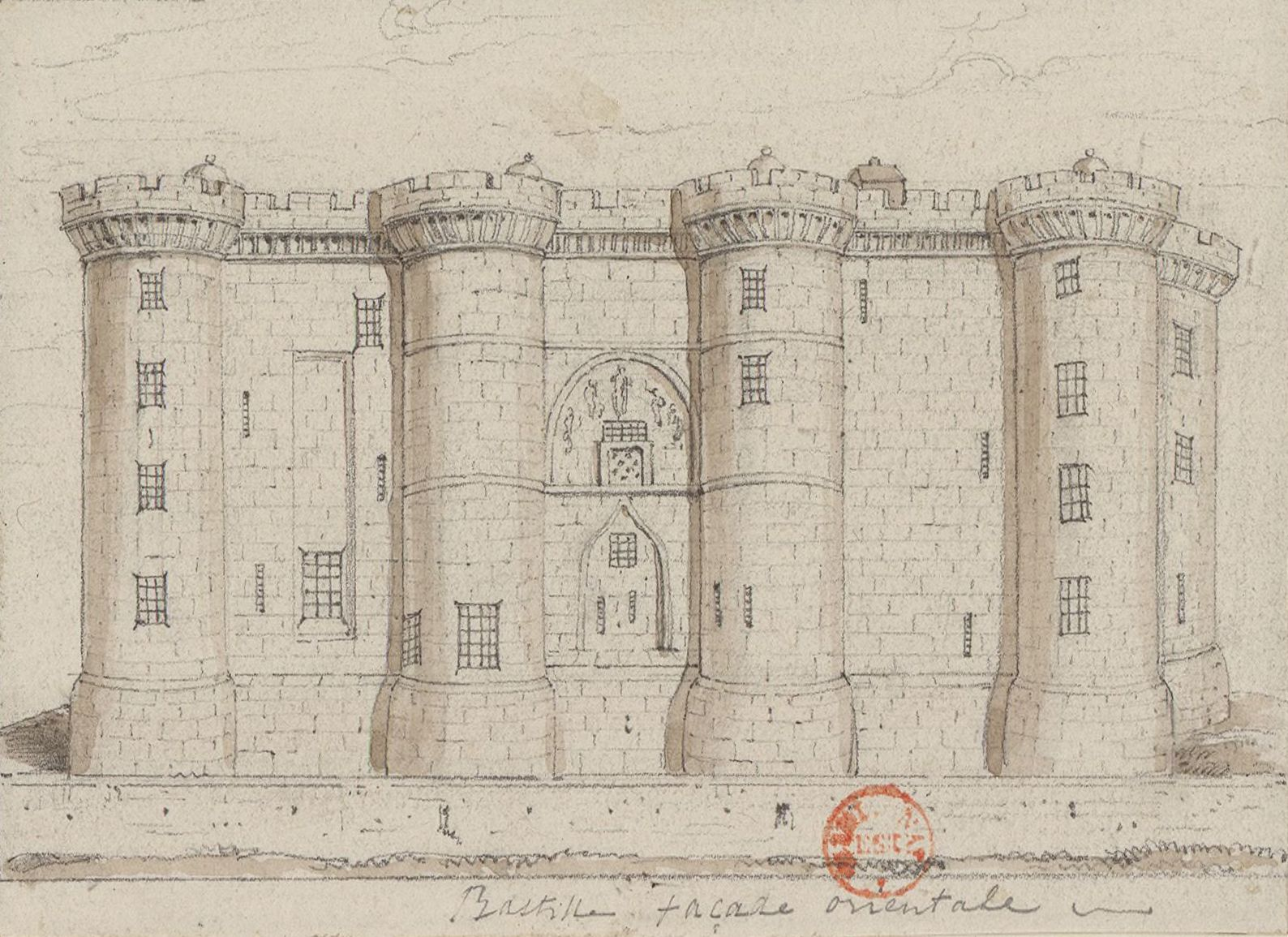
Außenansicht Feldseite, 1790 oder 1791 publiziert.
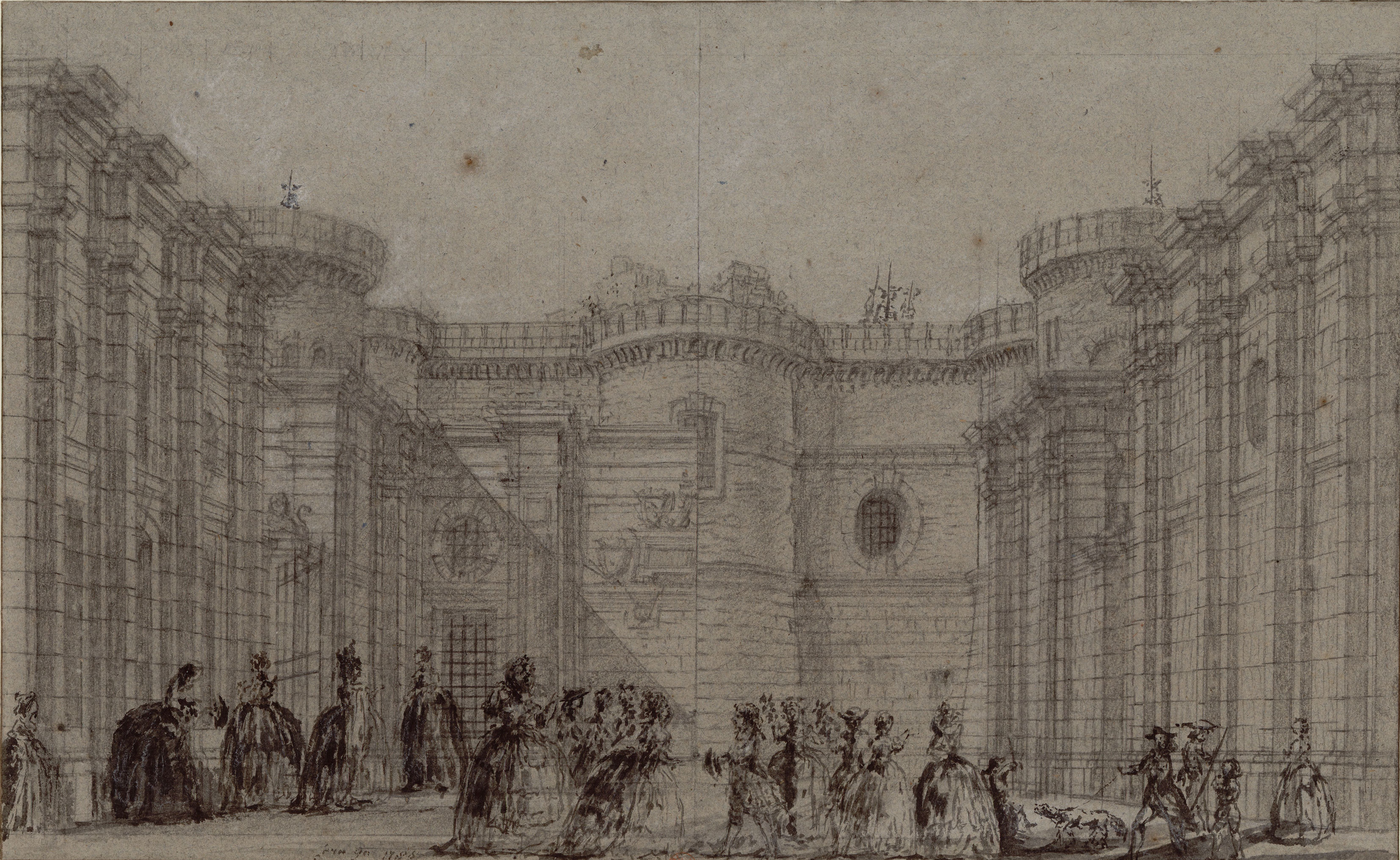
Innenhof, 1785
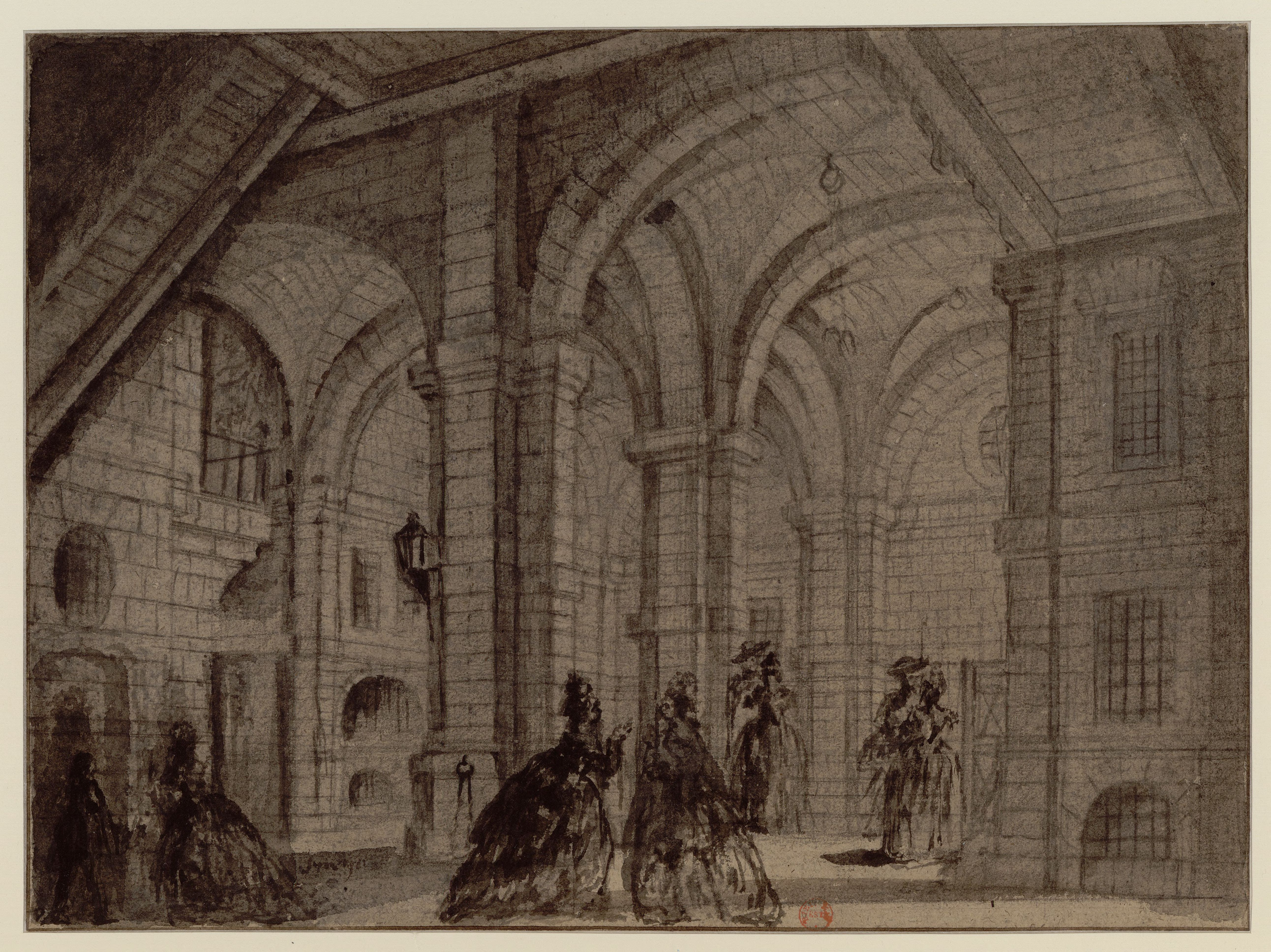
Innenansicht, 1785
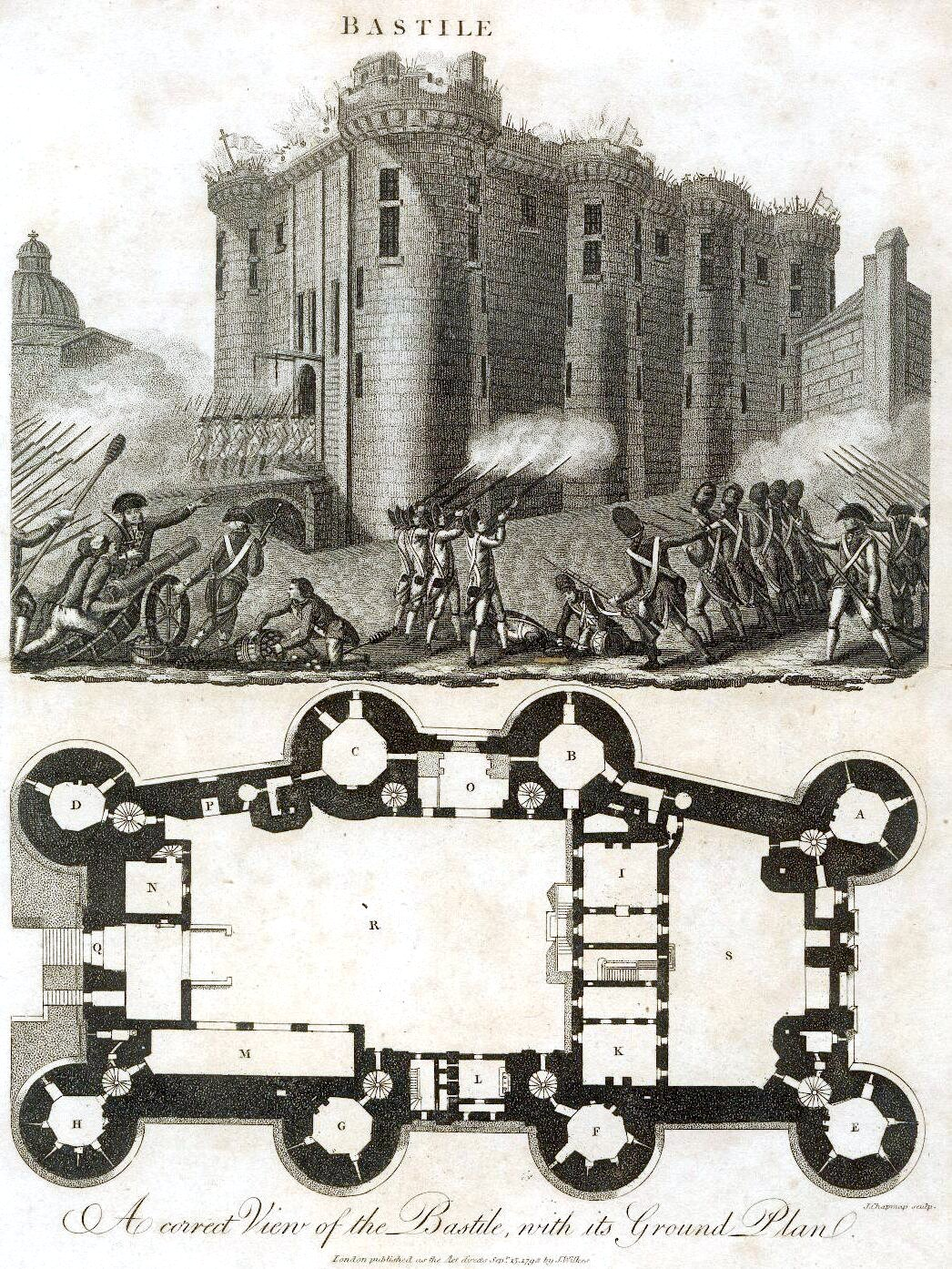
Grundriss, Stich von 1792

### Die Erstürmung der Bastille 1789

Der Sturm auf die Bastille, Aquarell von Jean-Pierre Louis Laurent Houël (1735–1813)

Mit dem Zusammentreten der Generalstände am 5. Mai 1789, dem Ballhausschwur der Vertreter des Dritten Standes am 20. Juni und der Einsetzung einer verfassungsgebenden Nationalversammlung, der Konstituante, am 9. Juli hatten zuvor wichtige Ereignisse am Beginn der Französischen Revolution stattgefunden. Die Bevölkerung war durch die Absetzung des beliebten Finanzministers Jacques Necker am 12. Juli in Sorge, dass die Entwicklung zum Stillstand kommen könnte oder zurückgenommen würde. Es kam zu ersten Unruhen und dem Zusammentragen von Waffen.
Am 14. Juli sammelte sich eine Menge vor der Bastille, um zu den auch dort gelagerten Waffen zu gelangen. Der Kommandant Bernard-René Jordan de Launay ließ das Feuer eröffnen, woraufhin mehr als 90 Menschen getötet wurden. Als die Menge später erneut und mit stärkerer Bewaffnung anzog, kapitulierte die Wachmannschaft und die Bastille wurde erstürmt. Der Kommandant und zwei weitere Personen wurden getötet, ihre Köpfe unter Jubel auf Heugabeln durch die Straßen getragen.
Obwohl die sieben befreiten Gefangenen für die Revolution selbst unbedeutend waren und die militärische Bedeutung des Sieges über die aus Veteranen und Invaliden bestehende Wachmannschaft gering war, wurde der Sturm auf die Bastille in der Folge zum Mythos und zu einem einschneidenden Ereignis verklärt, was vermutlich auf die hohe Symbolwirkung eines ersten Sieges über eine Befestigung der Despotie zurückzuführen ist. Der französische Nationalfeiertag am 14. Juli erinnert an die Erstürmung der Bastille.

### Abriss

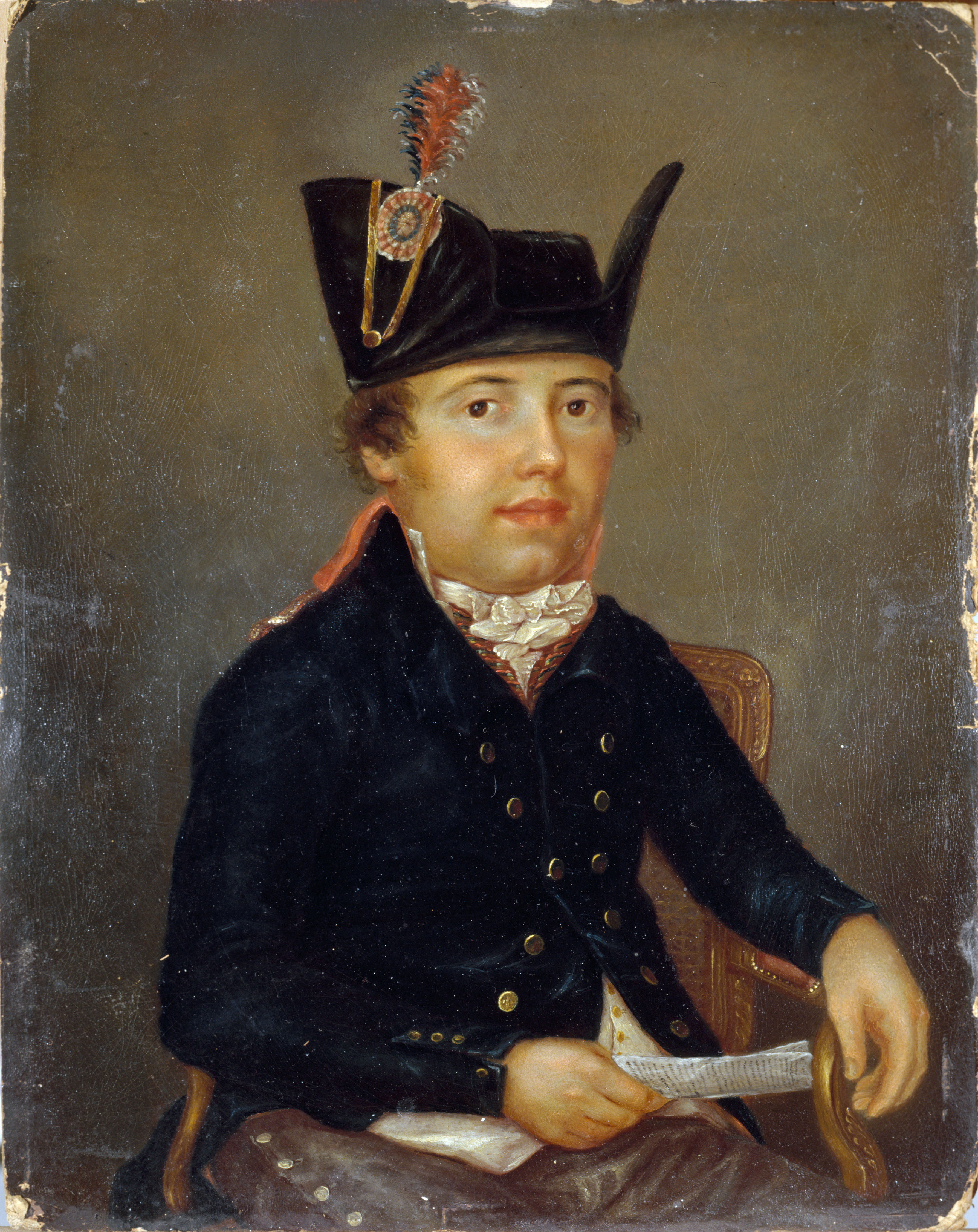
Pierre-François Palloy

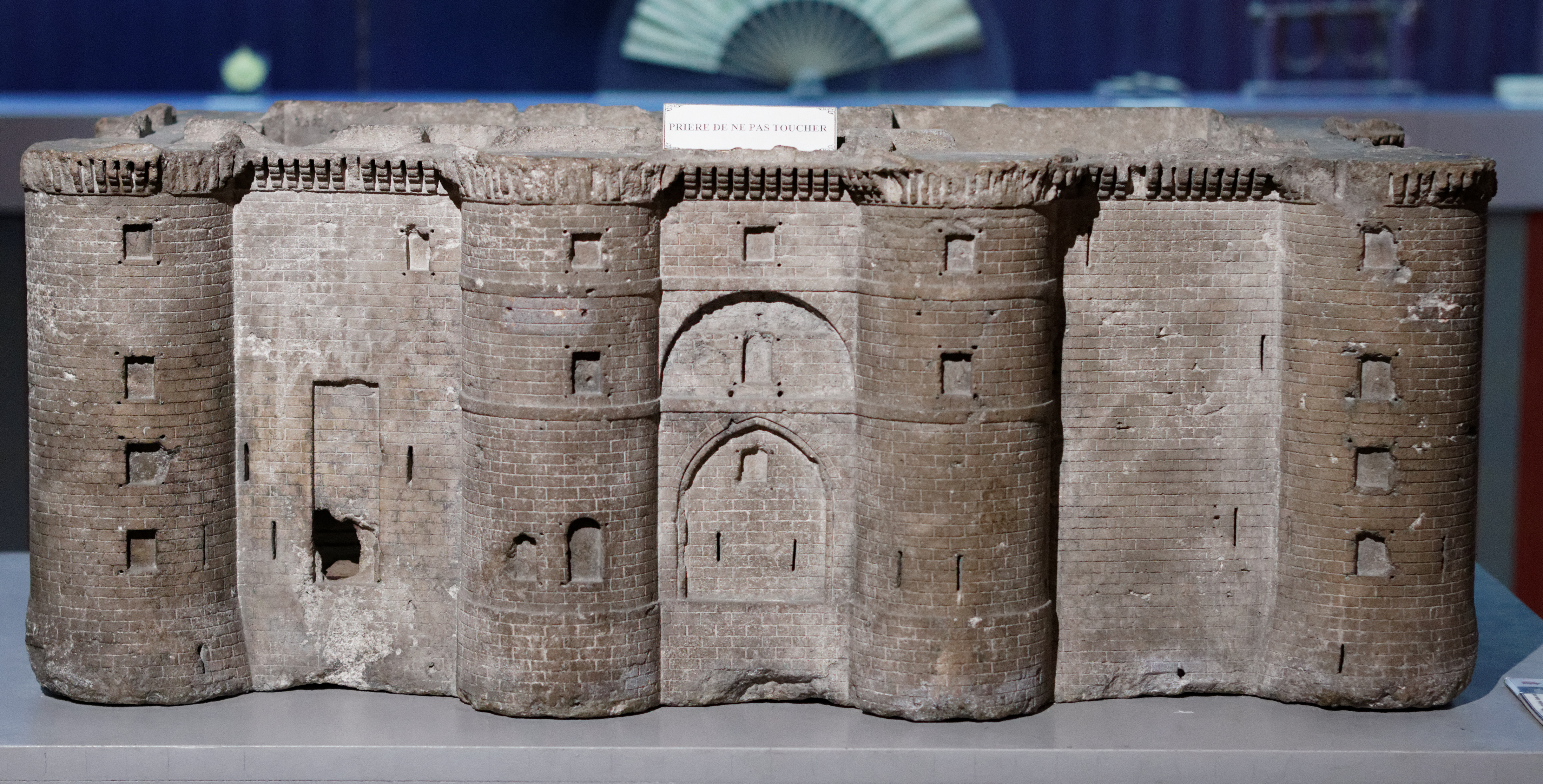
Eines der Modelle der Bastille (Carnavalet-Museum)

Unter der Leitung des Bauunternehmers Pierre-François Palloy (1755–1835) begann bereits zwei Tage nach dem Sturm, am 16. Juli 1789, der Abriss der Festung als Symbol des Ancien Régime, der sich bis in den Oktober des Folgejahrs hinzog. Man ließ nur einen 50 Zentimeter hohen Mauerrest stehen, der später komplett entfernt wurde.
Aus Steinen der Bastille ließ er detailgetreue Modelle des ehemaligen Gefängnisses meißeln, die in die 83 neuen Departement-Hauptstädte geliefert und dort mit Pomp als Trophäen eingeweiht wurden. Aus den eisernen Schlössern der Zellen und den Ketten und Fußkugeln der Gefangenen ließ Palloy ca. 60.000 Medaillen mit Freiheitsmotiven prägen. Der Patriote Palloy verbreitete auch ungezählte eigene und fremde Lieder, Pamphlete, Plakate, Zeitungen, Bild- (überwiegend Karikaturen) und Liedflugblätter zum revolutionären Geschehen. Jährlich (bis zur Restauration) richtete er zum Gedenken an die Hinrichtung des ehemaligen Königs am 21. Januar 1793 ein Schweinskopfessen aus. Die Abrissphase wurde durch ein Dekret der Nationalversammlung vom 4. Oktober 1790 über die Zahlung der Abrisskosten in Höhe von 568.148 Livres durch den Staat beendet.

## Erinnerung

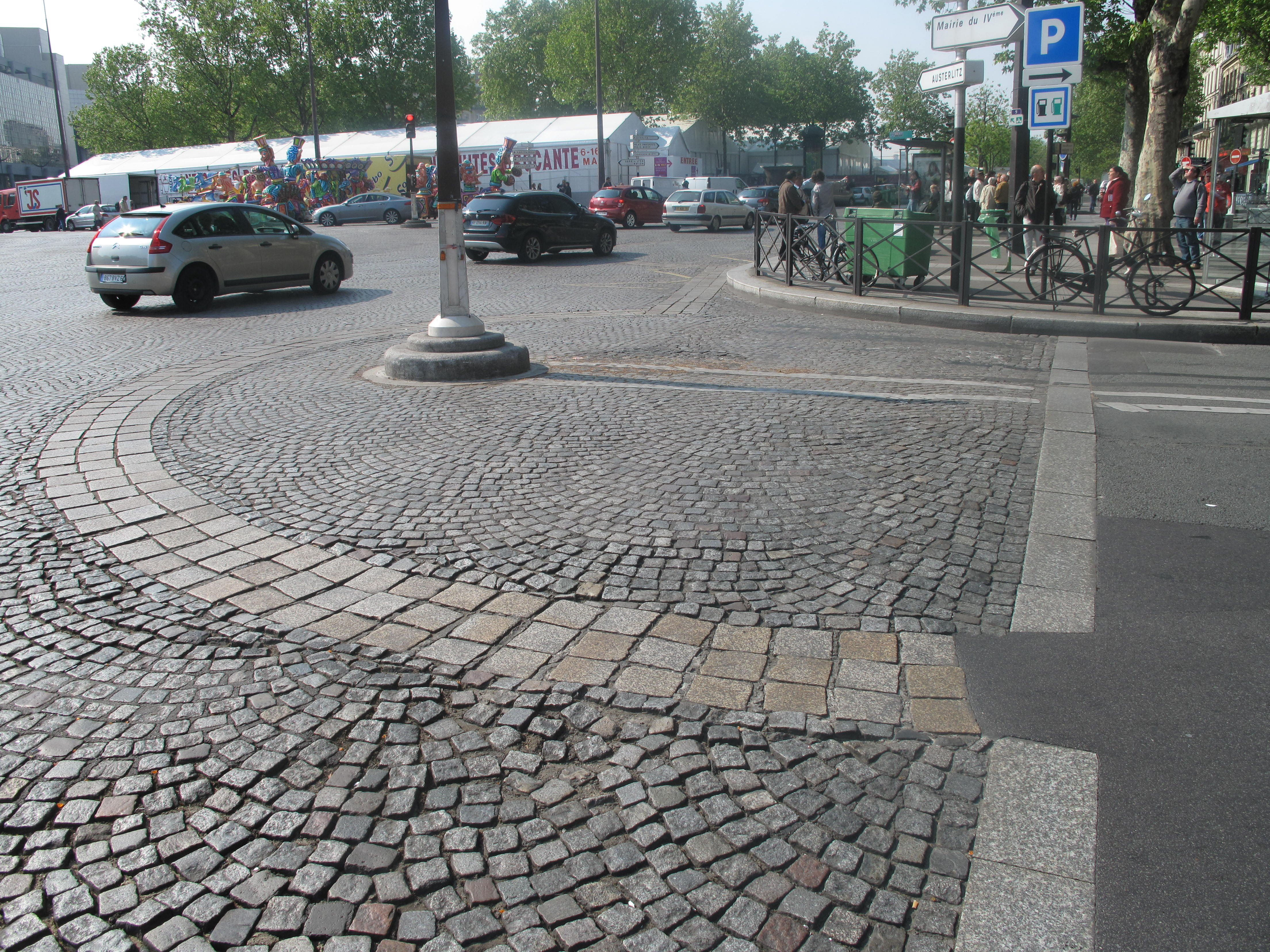
Gepflasterte Sichtbarmachung der Grundrisse auf der Place de la Bastille

Von der Bastille ist heute fast nichts mehr zu sehen. Heute befindet sich am ehemaligen Standort die nach ihr benannte Place de la Bastille. In der Pflasterung ist der Verlauf der Mauern der einstigen Bastion nachgebildet. Auf dem Bahnsteig der Métro-Station Bastille sind Überreste der äußeren Mauer des Festungsgrabens, der Contrescarpe, zu sehen.